# Пултуськ
Пу́лтуськ (пол. Pułtusk) — місто в центральній Польщі, на річці Нарві. Адміністративний центр Пултуського повіту Мазовецького воєводства.

## Історія
Бартош Папроцький стверджував, що пултуський «ключ» сплачував мазовецьким князям данину, зокрема, обсягом шість корів, шість відер меду, які мазовецький князь Болеслав подарував плоцьким латинським єпископам за часів перебування на посаді єпископа Анджея в середині XIII ст. 1237 року тут перебував мазовецький князь Конрад зі своїми синами і мазовецьким воєводою. 1245 року мазовецький князь Болеслав через спустошення, яких зазнав Пултуськ внаслідок нападу язичників, звільнив його від княжої данини.
За сприяння плоцького латинського єпископа Анджея Носковського (пол. Andrzej Noskowski) у 1565 році в Пултуську появилися єзуїти, які 1566 року заснували тут свій колегіум. При цьому колегіумі із середини XVI ст. діяв перший у Польщі публічний театр. 1576 року місто платило 32 флорини надзвичайного податку — шосу (пол. szos).
Під час існування Другої Польської Республіки місто стало гарнізонним: тут резидував 13-й піхотний полк. Під час другої світової війни на території міста проходили жорстокі бої, тому воно було зруйноване на 85 %.

## Пам'ятки
- Колегіата — нині прокатедральний собор Плоцької дієцезії[6]
- Дзвіниця
- Вежа давньої ратуші
- Замок
- Каплиця святої Марії Магдалини (пол. Kaplica pw. św. Marii Magdaleny)
- Костел Святого Хреста (пол. Kościół św. Krzyża)
- Костел святого Йосифа (пол. Kościół św. Józefa)
- Костел святих Петра і Павла (пол. Kościół świętych Piotra i Pawła)

## Демографія
Демографічна структура станом на 31 березня 2011 року:
|          | Загалом | Допрацездатний вік | Працездатний вік | Постпрацездатний вік |
| -------- | ------- | ------------------ | ---------------- | -------------------- |
| Чоловіки | 9188    | 1877               | 6506             | 805                  |
| Жінки    | 9962    | 1854               | 6135             | 1973                 |
| Разом    | 19150   | 3731               | 12641            | 2778                 |

Населення за роками:

## Транспорт
Через місто пролягають: крайова дорога № 61 Варшава — Пултуськ — Ломжа — Августув (пол. Augustów), розпочинається воєводська — № 618 Пултуськ — Голимін-Осьродек (пол. Pułtusk – Gołymin-Ośrodek), закінчується воєводська дорога № 517 Нарушево — Насельськ — Пултуськ (пол. Naruszewo – Czerwińsk – Nasielsk – Winnica – Pułtusk).

## Відомі люди

### Викладачі місцевого колегіуму єзуїтів
- Якуб Вуєк — польський римо-католицький релігійний діяч, єзуїт, теолог, філософ. Автор перекладу Біблії польською мовою.
- Пйотр Скарга — польський римо-католицький священик, полеміст, проповідник, агіограф, освітянин.[5]

### Поховані
- Єронім Шептицький — плоцький латинський єпископ; похований у крипті під каплицею святого Яна Непомуцького під вежею[8] місцевої колегіати.[9]
- Павел Гіжицький — латинський єпископ плоцький.[10]